# ティトゥス・マンリウス・インペリオスス・トルクァトゥス
ティトゥス・マンリウス・インペリオスス・トルクァトゥス（ラテン語: Titus Manlius Imperiosus Torquatus）は紀元前4世紀の共和政ローマの政務官。執政官（コンスル）を三度、独裁官（ディクタトル）も三度務めた。

## 経歴

### 青年期
父のルキウス・マンリウスは紀元前363年に独裁官に任命されているが、これは宗教儀式のためであり戦争のためのものではなかった。これに対して護民官からの激しい反発を招き、任期が終了した紀元前362年には裁判にかけられている。訴えられた罪の一つとして、会話困難を理由としてティトゥス・マンリウスをローマから追放し、労働者として働かせたというものがあった。父に対する告発を知ったティトゥス・マンリウスは護民官マルクス・ポンポニウスの家に行った。ルキウス・マンリウスに対する更なる罪状も期待されたため、彼はすぐに招き入れられた。しかし、二人きりになるとティトゥス・マンリウスは隠し持っていたナイフで、父を告発する民会を開催しないと公式に宣言しない限り彼を刺し殺すと脅し、ポンポニウスはこれを受け入れた。このティトゥス・マンリウスの親孝行は彼の評判を上げ、その年の後半に、トリブヌス・ミリトゥム（高級指揮官）に選ばれている。
紀元前361年、ティトゥス・マンリウスは独裁官ティトゥス・クィンクティウス・ポエヌス・カピトリヌス・クリスピヌスの軍の一員としてガリアと戦った。巨大な体躯を持ったガリア人が一騎打ちを求めてくると、しばらくの間誰も応じなかったが、ティトゥス・マンリウスはティトゥス・クィンクティウスの許可を得てこれに応えた。肉体的には劣っていたにもかかわらず、彼はガリア人の下腹と鼠径部を攻撃し、これを倒した。その後死体からトルク（首輪）を剥ぎ取り、自分の首にかけた。このときから、彼はトルクァトゥスというアグノーメン（添え名、第四名）を名乗るようになり、彼の子孫もこれにならった。

### 独裁官 I - 執政官 II

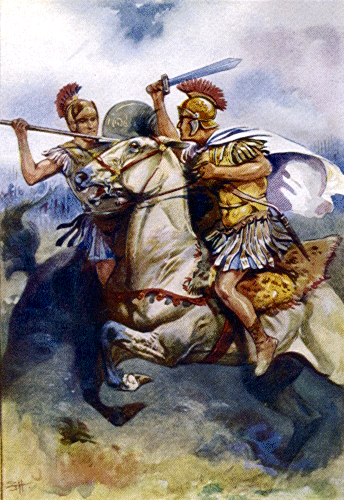
ティトゥス・マンリウスの息子は、ラティウム同盟軍の勇士の挑発に耐え切れず、彼の持ち場を離れて戦った。

紀元前353年、エトルリア最大の都市の一つであるカエレ（en）攻撃のために独裁官に任命された。しかし、カエレはローマに使節を送り、講和を求めた。このため、作戦目標をファルスキ（en）に変更したが、ファルスキに到着すると住民は逃亡していた。このため、ローマ軍は周辺を略奪したが、都市はそのままにしてローマに戻った。ティトゥス・マンリウスは紀元前348年にも独裁官に選ばれたが、これは選挙の監視のためであった。紀元前347年に初めて執政官に就任、3年後の紀元前344年にも二度目の執政官に就任した。

### 執政官 III
紀元前340年、ティトゥス・マンリウスは三度目の執政官を務めており、また当時ローマはラティウム同盟の指導的立場にあった。この年にルキウス・アンニウス（en）が率いるラティウム同盟の使節団がローマを訪問したが、彼らは元老院での議席、執政官になる権利など、ローマと対等の同盟関係を求めた。しかし、ティトゥス・マンリウスはローマの主神ユーピテルの神託としてこれを拒否した。ユーピテルを悪用され、アンニウスは民会の階段に意識を失って崩れ落ちた。ティトゥス・マンリウスは、ユーピテルがアンニウスを倒したように、自身もローマの敵を打ち倒すであろうと述べた。ラテン同盟の使節団は、人身保護を求め、護衛の下安全にローマを去った。ローマはラティウム同盟に対抗するために、サムニウムと同盟した。
戦争中、ティトゥス・マンリウスと同僚執政官のプブリウス・デキウス・ムスは軍に過去の規律を取り戻させるべく、何人も許可無く持ち場を離れることは許されず、それを破った場合は死刑とすることと決定した。しかしティトゥス・マンリウスの息子は、手柄を求めてこの規則を無視し、彼の持ち場を友人に委ねて自身はラティウム同盟軍といくつかの小競り合いを行って、これに勝利した。身の息子が規律を乱したことにティトゥス・マンリウスは大声で嘆き、軍団兵士に整列を命じた。息子を叱責すると、続いては規則どおりに彼を処刑し、全兵士に恐怖を与えた。これが「マンリウスの規律」である。
もう一人の執政官プブリウス・デキウスは、勝利のために自身を犠牲に捧げた。その後ティトゥス・マンリウスはウェスウィウスの戦い（en）でラティウム同盟軍に勝利し、カンパニアに撤退させた。続いてトゥリファヌムの戦い（en）に勝利して戦争を終結させ、ローマへと戻って凱旋式を実施した。すでに健康を害しており、アンティウムとの戦いに出征することはできず、ルキウス・パピリウス・クラッススが独裁官に任命されてこれに対応した。
紀元前320年、独裁官に就任したことが、カピトリヌスのファスティから読み取れるが、恐らく選挙管理のための選出であった。

## 参考資料
- T. R. S. Broughton (1951). The Magistrates of the Roman Republic Vol.1. American Philological Association